# Юрчани
Юрчани (рос. Юрчане) — присілок в Островському районі Псковської області Російської Федерації.
Населення становить 11 осіб. Входить до складу муніципального утворення Горайська волость.

## Історія
Від 2015 року входить до складу муніципального утворення Горайська волость.

## Населення
| 2001 | 2002 | 2010 |
| ---- | ---- | ---- |
| 8    | ↗9   | ↗11  |